# Tom Elis
Tomas Džon „Tom” Elis (rođen 17. novembra 1978. u Kardifu) je britanski glumac. Poznat je po ulogama Garija Prestona u komediji „Miranda" i Lucifera Morningstara u američkoj seriji Lucifer. Glumio je i u dugo prikazivanoj sapunici EastEnders, skeč komediji Ketrin Tejt Šou, kao i medicinskoj drami Holby City i mnogim drugim.

## Život i karijera

### Detinjstvo i mladost
Elis je rođen u Kardifu kao dete Merilin Džin i Kristofera Džona Elisa. Pohađao je srednju školu Stors u Šefildu i svirao rog u Orkestru mladih grada Šefilda. Nastavio je da studira dramske umetnosti na Kraljevskom konzervatorijumu u Škotskoj (prethodno Kraljevska škotska akademija muzike i dramskih umetnosti).

### Karijera
Elisove značajne uloge uključuju ulogu Garija Prestona u popularnom televizijskom šou Miranda koji se emitovao na BBC-u od 9. novembra 2010. do 1. januara 2015., zatim ulogu kralja Senreda u seriji Merlin i Tomasa Miligana u poslednjoj epizodi naučno-fantastične serije Doktor Hu. U julu i avgustu 2009 glumio je u komediji Monday Monaday (Ponedeljak ponedeljak) sa Fej Riplej. Takodje je glumio detektiva Blenda u seriji Poaro. Tumačio je ulogu doktora Raša u istoimenoj seriji, kao i ulogu Marka Ečesa u Britanskoj drami The Fades. U februaru 2015. objavljeno je da će Elis glumiti televizijskoj drami Lucifer, zasnovanoj na istoimenom stripu, koja je prvi put emitovana 25. januara 2016. Seriju je obnovio Netfliks, snimivši četvrtu sezonu čija je premijera bila 8. maja 2019. Najavljeno je i snimanje pete i finalne sezone serije 6. juna 2019. Ponovio je ulogu Lucifera kao gost u seriji Fleš.

## Filmografija
| Godina    | Originalan naziv                             | Uloga                 | Napomena                                         |
| --------- | -------------------------------------------- | --------------------- | ------------------------------------------------ |
| 2001      | The Life and Adventures of Nicholas Nickleby | Džon Braudi           |                                                  |
| 2001      | High Heels and Low Lifes                     | policajac             |                                                  |
| 2001      | Buffalo Soldiers                             | Skvoš                 |                                                  |
| 2001−2002 | Nice Guy Eddie                               | Frenk Benet           |                                                  |
| 2003      | Pollyanna                                    | Timoti                |                                                  |
| 2003      | I'll Be There                                | Ajvor                 |                                                  |
| 2004      | Messiah III: The Promise                     | doktor Filip Rajder   |                                                  |
| 2004      | Vera Drake                                   | policajac             |                                                  |
| 2005      | Much Ado About Nothing                       | Klaudio               |                                                  |
| 2005      | Midsomer Murders                             | Li Smiton             | Epizoda:„Midsomer Rhapsody”                      |
| 2005      | Waking the Dead                              | Hari Tejlor           | Epizoda: „Straw Dog”                             |
| 2005−2006 | No Angels                                    | Džastin               |                                                  |
| 2006      | EastEnders                                   | doktor Oliver Kazins  |                                                  |
| 2006      | The Catherine Tate Show                      | narednik Sem Spid     |                                                  |
| 2007      | Suburban Shootout                            |                       |                                                  |
| 2007      | Doctor Who                                   | Tom Miligan           | Epizoda: „Last of the Time Lords”                |
| 2007      | The Catherine Tate Christmas Show            | narednik Sem Spid     |                                                  |
| 2008      | Trial & Retribution                          | Nik Fišer             |                                                  |
| 2008      | Miss Conception                              | Zek                   |                                                  |
| 2008      | Harley Street                                | doktor Ros Džarvis    | Epizoda 4                                        |
| 2008      | The Passion                                  | Filip                 |                                                  |
| 2009      | Monday Monday                                | Stiven                |                                                  |
| 2009−2015 | Miranda                                      | Geri Preston          |                                                  |
| 2010      | Dappers                                      | Marko                 |                                                  |
| 2010      | Merlin                                       | Senred                |                                                  |
| 2010      | Accused                                      | Najl                  |                                                  |
| 2011      | The Fades                                    | Mark Ečes             |                                                  |
| 2011      | Sugartown                                    | Maks Bur              |                                                  |
| 2012      | Gates                                        | Mark Pirson           |                                                  |
| 2012      | The Secret of Crickley Hall                  | Gejb Kalei            |                                                  |
| 2013      | Walking Stories                              | Džerod                | kratak film                                      |
| 2013      | Agatha Christie's Poirot                     | inspektor Blend       | Epizoda: „Dead Man's Folly”                      |
| 2013      | Once Upon a Time                             | Robin Hud             | Epizoda: „Lacey”                                 |
| 2014      | Rush                                         | doktor Vilijam Raš    | glavna uloga                                     |
| 2015      | The Strain                                   | Rob Bredli            | Epizoda: „Identity”                              |
| 2016−2021 | Lucifer                                      | Lucifer Morningstar   | glavna uloga                                     |
| 2018      | Family Guy                                   | Oskar Vajld (glas)    | Epizoda: „V Is For Mystery”                      |
| 2018      | Queen America                                | Endi                  |                                                  |
| 2019      | Isn't It Romantic                            | doktor Tod            |                                                  |
| 2019      | The Flash                                    | Lucifer Morningstar   | Epizoda: „Crisis on Infinite Earths: Part Three” |
| 2019      | Miranda: My Such Fun Celebration             | Geri Preston/sam sebe |                                                  |

## Spoljašnje veze
Tom Elis na IMDB-u